# Salztoleranz
Die Salztoleranz bewertet im agronomischen und gartenbaulichen Sinne den relativen Ertragsabfall eines Pflanzenbestandes, der im Vergleich zu einem nicht versalzten Boden, aber ansonsten vergleichbaren Wachstumsbedingungen, durch Bodenversalzung verursacht wird.

## Klassifizierung
Kulturpflanzen werden in vier Gruppen unterschiedlicher Salztoleranz klassifiziert:
- empfindlich (S = sensitive: Bohnen, Erbsen, Pfirsich),
- mäßig empfindlich (MS = moderately sensitive: Mais, Luzerne, Tomaten),
- mäßig tolerant (MT = moderately tolerant: Weizen, Sojabohnen, Sorghum) und
- tolerant (T= tolerant: Gerste, Zuckerrüben, Dattelpalme).

Zur Klassifizierung ihrer Salztoleranz ist es international üblich, den Salzgehalt des Bodensättigungsextraktes ECe (Electrical Conductivity in dS/m: Extrakt bei Wassersättigung des Bodens) heranzuziehen, der im Unterschied zu Gehaltsangaben in % (g/100g Boden) in enger Beziehung zur Versalzung der natürlichen Bodenlösung steht und daher aussagekräftiger ist.

Klassifizierung der Salztoleranz von Kulturpflanzen am ECe (inklusive Halophyten)

Die Beziehung zwischen dem relativen Ertrag Y (in %) einer Pflanzengruppe/Pflanze bei einer gegebenen durchschnittlichen Versalzung der Wurzelzone des Bodens ECe kann graphisch dargestellt werden. Der Beziehung liegt die folgende mathematische Gleichung zu Grunde:
{\displaystyle Y=100-b(ECe-a)}
mit
b
der Ertragsverlust in % je Einheit (1 dS/m) Zunahme des Bodensalzgehaltes. Der Ertragsverlust liegt im Bereich von <3 %/(1dS/m) für salztolerante Pflanzen bis >30 %/(1dS/m) für salzempfindliche Pflanzen.
a
der Grenzwert des Bodensalzgehaltes ECe (dS/m), bei dem der Ertragsverlust beginnt. Der Grenzwert liegt zwischen 1.5 dS/m für salzempfindliche (S) und 10 dS/m für salztolerante (T) Pflanzen.
Die Kennzahlen a und b sind pflanzenspezifisch.
Die Thematik der Salztoleranz von Kulturpflanzen ist angesichts der weltweiten Knappheit an salzarmem Bewässerungswasser von zunehmender Aktualität, weil der Bedarf an gutem Frischwasser für Haushalte und Industrie steigt und folglich der Druck auf Landwirtschaft, Garten- und Landschaftsbau zunimmt, verstärkt Brackwasser als Bewässerungswasser einzusetzen.